# Витовице (Малопольское воеводство)
Витови́це (пол. Witowice) — село в Польше в сельской гмине Харшница Мехувского повета Малопольского воеводства.
Село располагается в 4 км от административного центра гмины села Мехув-Харшница, в 8 км от административного центра повета города Мехув и в 35 км от административного центра воеводства города Краков.
В 1975—1998 годах село входило в состав Келецкого воеводства.